# Carambar

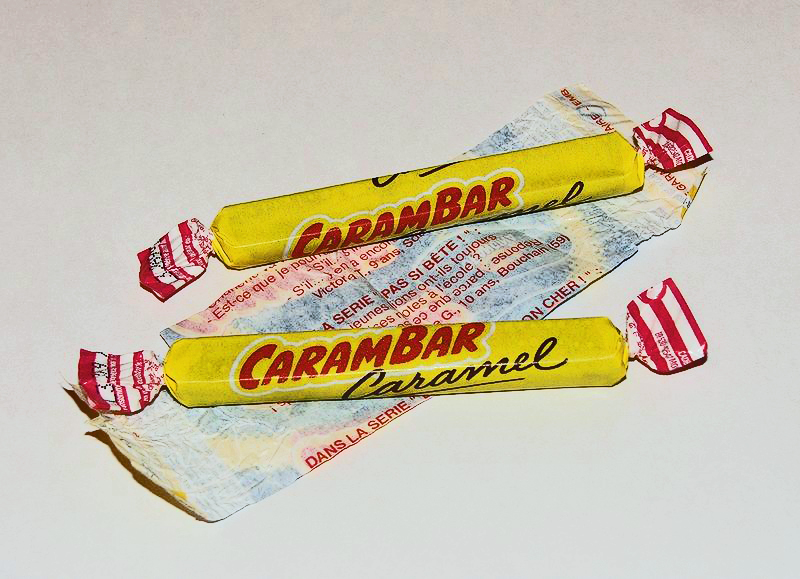
Carambars de caramelo.

Los carambars son caramelos de múltiples sabores y aspecto alargado (parecidos a los palotes que se venden en España) muy comercializados en Francia. Tradicionalmente sólo se hacían de caramelo.
Fueron creados en 1953 en la fábrica Delespaul-Havez en la villa de Marcq-en-Barœul (departamento del Nord) por los señores Gallois y Fauchille hijo.
Según la leyenda fueron creados por accidente al mezclar de forma involuntaria caramelo y cacao dando lugar a una pasta dura y pegajosa que fue muy apreciada. En un principio se la llamó «Caram'bar», pero a partir de 1977 perdió el apóstrofo. El escritor Georges Perec los inmortaliza en su «Me acuerdo» 319; la traductora  Yolanda Morató  los describe en la correspondiente nota a la edición española de Me acuerdo (2006, editorial Berenice): «Los Carambar (antes Caram'bar, 1954), eran barras de caramelo que elaboró, por equivocación, la chocolatería Delespaul-Havez (querían hacerlos cuadrados). Son golosinas míticas en Francia; algo así como los Palotes españoles» (págs. 166-167).
La buena acogida del público hizo que con los años se hayan ido produciendo nuevos sabores de frutas, nougat, cola y otros más artificiales como el atomic cactus (pica-pica). Hoy en día y pese a haber sido vendidos al grupo británico Cadbury constituyen todo un clásico entre las golosinas francesas (con 1000 millones de unidades consumidas al año)

## Chistes
Una particularidad de los Carambar es que el interior de su envoltorio contiene pretendidos chistes por lo general poco o nada graciosos, hasta tal punto es así que en Francia por extensión son conocidas como chistes carambar o humor carambar las bromas que no tienen gracia.
Estos chistes se introdujeron en 1970 junto con un sistema de puntos para ganar regalos y pese a su escasa calidad humorística gozan de una cierta fama por lo que han perdurado en el tiempo.

## Receta
Vodka Carambar. Existe un cóctel a base de Carambar que consiste en disolver carambars (para un litro aproximadamente una veintena durante un mes) de frutas en una botella de vodka.